# Everybody Hertz
Everybody Hertz è un album di remix del gruppo musicale francese AIR, pubblicato nel 2003.
Contiene 9 tracce del precedente album 10000 Hz Legend remixate da altri artisti, più un pezzo inedito.

## Tracce
1. Don't Be Light (Radio edit)
2. Don't Be Light (Mr Oizo remix)
3. How Does it Make You Feel? (Adrian Sherwood remix)
4. Don't Be Light (Neptunes remix)
5. People in the City (Modjo remix)
6. Don't Be Light (Hacker remix)
7. How Does it Make You Feel? (Radio edit)
8. Don't Be Light (Malibu remix)
9. People in the City (Jack Lahana remix)
10. The Way You Look Tonight